# Fahrenheit 212
Fahrenheit 212 ist eine deutsche Rockband aus Fürstenwalde/Spree in Brandenburg.

## Bandgeschichte

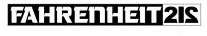
Logo der Band Fahrenheit 212 von 2007

Die Gründung der Band erfolgte 1992 durch Mirko Kerber, Patrick Lyhs und Carsten F. Hiller. Nach etwa zwei Jahren kamen Kay Gerling Bassmann und Jean-Ray Kokoschko hinzu. Am 13. März 1995 erschien ihr Debütalbum Der Hexer über Bacillus Records, ein Unterlabel von Bellaphon. Bereits am 30. September 1996 erschien der Nachfolger Kreuzzug der Gefühle.
2007 erschien nach zehn Jahren Pause das dritte Album Neues vom Hexer. Hierbei handelte es sich um ein Doppelalbum, wobei die zweite CD Instrumentalversionen und zwei Remixe beinhaltet. Mirko Kerber verließ die Band im Frühjahr 2008 aus persönlichem Gründen. Oliver Kranz wurde der Nachfolger am Mikrofon. 2009 beteiligte sich die Band an dem Projekt Soundwahl des Landes Brandenburg und der Initiative "Kreuzberger Musikalische Aktion e.V." (KMA). Der dazugehörige Sampler setzte im Superwahljahr 2009 ein Zeichen gegen Politikverdrossenheit und Rechtsextremismus.
Am 18. März 2016 erschien das Konzeptalbum Vaka Teatea (´waka te:a te:a). Die Idee dazu kam der Band bei einer Kollaboration mit den Folklore-Musikern HeReHaRa von RAPA NUI. Ausgearbeitet und verfeinert wurde die Idee bei ihrem Aufenthalt (inklusive Konzert als erste europäische Rockband auf der Osterinsel) und der anschließenden Tour in Chile. Das Album erschien als Digipak mit eingeheftetem Booklet über recordJet im Vertrieb von Soulfood und enthält auch einen Titel der in der Sprache der RAPA NUI gesungen wird. Das Mastering übernahm Harris Johns während die Produktion von Gitarrist Patrick Lyhs übernommen wurde. Der Albumtitel ist ein Ausdruck in Rapanui und bedeutet „Weißes Schiff“.
Im gleichen Jahr nahmen Fahrenheit 212 am 34. Deutschen Rock & Pop Preis in der Siegerlandhalle in Siegen auf. Sie erreichten den 2. Platz in der Kategorie „Beste Hard-Rock-Band 2016 Live“, den 1. Platz in der Kategorie "Bestes Booklet und Inlaycard 2016" sowie den 2. Platz für das „Beste Hard-Rock-Album 2016“. Ihr fünfminütiger Kurzauftritt, bei dem sie den Titelsong von Vaka Teatea spielten, erfolgte dabei zusammen mit den Samba-Kids aus Berlin.
Eine Dokumentation über die Reise der Musiker zu den Osterinseln befindet sich derzeit in Pre-Production. Die Produktion dafür wird Martin Lischke übernehmen und die Regie dieses Dokumentarfilmprojektes, das den Arbeitstitel 100° auf Rapa Nui trägt, Christian Klandt. Darüber hinaus arbeiten Fahrenheit 212 seit einigen Jahren immer wieder mit Lischke und Klandt zusammen und steuerten in diesem Zusammenhang Musik und Songs zu den preisgekrönten Projekten "Wir sind jetzt" (RTL-Jugendserie) und "LEIF in Concert Vol. II" (Spielfilm) bei.

## Musikstil
Fahrenheit 212, deren musikalische Wurzeln im Punk, Trashmetal, Grunge und Rock liegen, spielen Crossover an der Grenze zum Metal und zum Deutschrock neuerer Prägung. Das besondere sind ihre (fast) ausschließlich deutschen Texte, die oft politisch und sozialkritisch gehalten sind. Diese werden energisch vorgetragen. Oliver Kranz, der den ursprünglichen Sänger 2008 ersetzte, kam ursprünglich aus dem Southern Rock und dem Grunge. Seine Stimme ist ebenfalls rauchig und rau, aber etwas klarer und variabler als die vom Vorgänger.

## Diskografie
Alben
- 1995: Der Hexer (Bellaphon)
- 1996: Kreuzzug der Gefühle (Bellaphon)
- 2007: Neues vom Hexer (2CD, Bellaphon)
- 2016: Vaka TeaTea (Soundfire Records / Soulfood)

Singles
- 2009: Ka Hoki Mai (Single, SMM / Soundfire Records)

Sampler und Soundtracks
- 2009: Was zählt auf Soundwahl (Kreuzberger Musikalische Aktion e.V.)
- 2010: Du weist den Weg und Zeit der Wölfe auf Lieder der Straße (Blueline Production)[9]
- 2019: RTL-Serie "Wir sind jetzt" (Staffel 1 und 2)
- 2020: "LEIF in Concert Vol. II" (Spielfilm)